# أغاثا بربارة

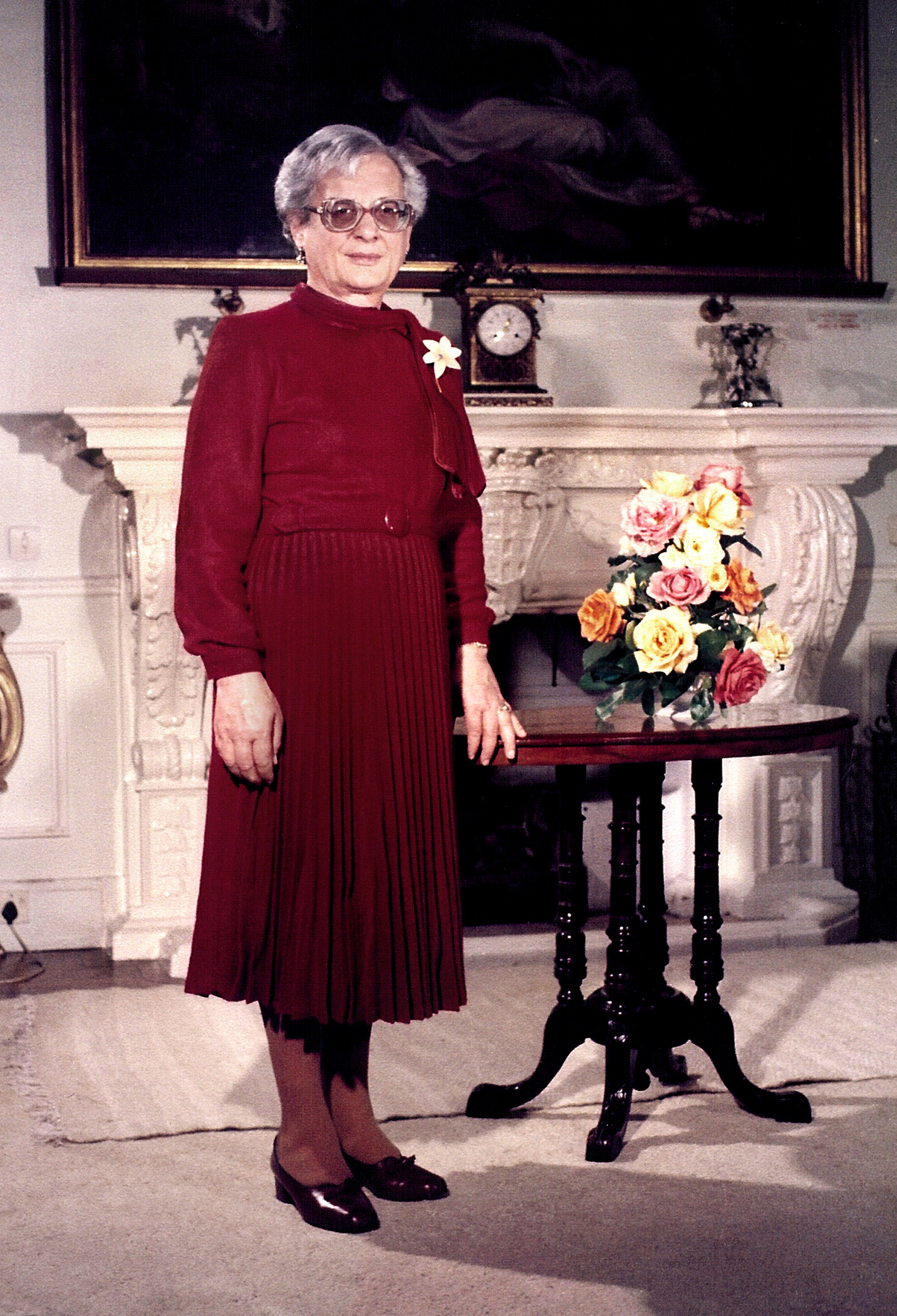

أغاثا بربارة (1923-2002) كانت الرئيسة الثالثة لمالطا، وأوّل امرأة تُصبح عضوًا برلمانيًا ووزيرًا ورئيسًا وكيلًا ورئيسًا. وُلدت في حاز-زبر يوم 11 مارس 1923، عملت مدرّسةً قبل الدخول في السياسة.

## في السياسة
في 1946 ابتدأت تطوّر نفسها بطريقة نشيطة في السياسة مع حزب العمل ذلك الزمان  من بول بوفا، وبعد سنة أصبحت العضو النسائي الأول في البرلمان  بعد أن تحدّت للمرة الأولى الانتخاب العام سنة 1947 في اسم حزب العمل.

### وزير للتعليم
بين 1955 و1958 وكذلك بين 1971 و1974 شغلت منصب وزير للتعليم في حكومة مينتوف دوم. منذ أن منحت هذا المكتب في1955 أقرّت إجبارياّ  أن يذهب  الأطفال إلى المدرسة حتى سن الـ14وأخذت فكرة الابن أو التكبير  لـ44 مدرسة في الدولة. وجاءت فكرة الدراسة لمدة 14 عاما وبالمجان حيز التنفيذ في عام 1955، إلا بعد خمسة أشهر أعطيت مسؤولية التربية والتعليم.
بدأ بموجبه أيضا لتوزيع الكتب وطلاب الجامعات مجانا بدأت في تلقي ما يسمى ب "مصروف الجيب"، في حين فتحت المدارس الخاصة الأولى، بما في ذلك لضعاف البصر، السمع ومشاكل أخرى العقلية. وقضت أيضا بأن الطالبات لهن  الحق في تعلم موضوعات كانت تعتبر سابقا الأولاد، مثل العلوم.
في عام 1958 حكم بالسجن من قبل المحاكم المالطية لمشاركتها في الاحتجاجات ضد البريطانيين.
في عام 1971، ومرة أخرى وزيرة مسؤولة عن التعليم،  رفّعت في  السن الإلزامية للدراسة من 14 سنة إلى 16 سنة. في هذه الفترة بدأت في إنشاء مدارس المهن بما في ذلك كلية الموسيقى والدراما والـFelinberg، معهد التكنولوجيا.
بين عامي 1974 و1981 اهتمت أكثر بالثقافة والمجال الاجتماعي. وعملت على أنّ النساء في المجال الاجتماعي يمكن أن تبدأ في الحصول على أجر مساو لأجر الرجل، وتأخذ إجازة أمومة مدفوعة الأجر، ولأولئك العاطلين عن العمل يستفيدون من المنافع الاجتماعية، وحتى عملت على معاش الثلثين. كما اهتمت بالثقافة التي  يتعلق بما تحت متحف الآثار، ومتحف التاريخ الوطني، ومتحف للفنون ومتحف التراث الشعبي.
وكانت أيضا رئيسة الوزراء بالنيابة في عدة مناسبات بين 1971 و1981.

### رئيسة لمالطا
في 16 فبراير 1982 عينت رئيسة لجمهورية مالطا  فكانت ثالث رئيس للبلاد بعد السير أنتوني مامو انطون بوتيغياغ  ( Anthony Mamo u Anton Buttigieg) .
توفيت  في4 لفبراير 2002 في عمر 78 سنة.

## تمثال فيحجبر
في 23 أبريل 2006 كشف الرئيس إدوارد فينيخ أدمي عن تمثال أقيم احتراما لها في مدينة حجبر . ذاك اليوم فينيخ أدمي قال أن أغاثا باربارا كانت شخصا تركت إشارتها في التأريخ لدولتنا. وسرد مختلف الإنجازات التي حققتها كامرأة والتي من خلالها ساهمت لتصبح رمزا وقال  أن هذه العوامل تفسر كيف نجحت في  أن تعطي شرف للمساهمة واسعة في البلاد.
في حين ذكر العديد من تجاربه الشخصية ارتبطت بشكل وثيق مع أجاثا باربرا منذ بداية حياته السياسية، أشار رئيس فينيش أدامي أن أعظم الاتصال بينه وبينها كان عندما كان زعيم المعارضة بعد أن أصبحت رئيسة الجمهورية التي عملت بشكل كامل إلى حل أزمة دستورية

## روابط خارجية
- أغاثا بربارا على موقع مونزينجر (الألمانية)